# 富山県道44号富山高岡線
富山県道44号富山高岡線（とやまけんどう44ごう とやまたかおかせん）は、富山県富山市から高岡市に至る県道（主要地方道）である。

## 概要
国道8号と並び富山県の第一、第二の都市を結ぶ主要幹線道路である。かつての国道8号であり、富山高岡バイパス開通後は県道（主要地方道）となった。地元では旧国道8号、旧8（きゅうはち）と呼ばれることもある。

### 路線データ

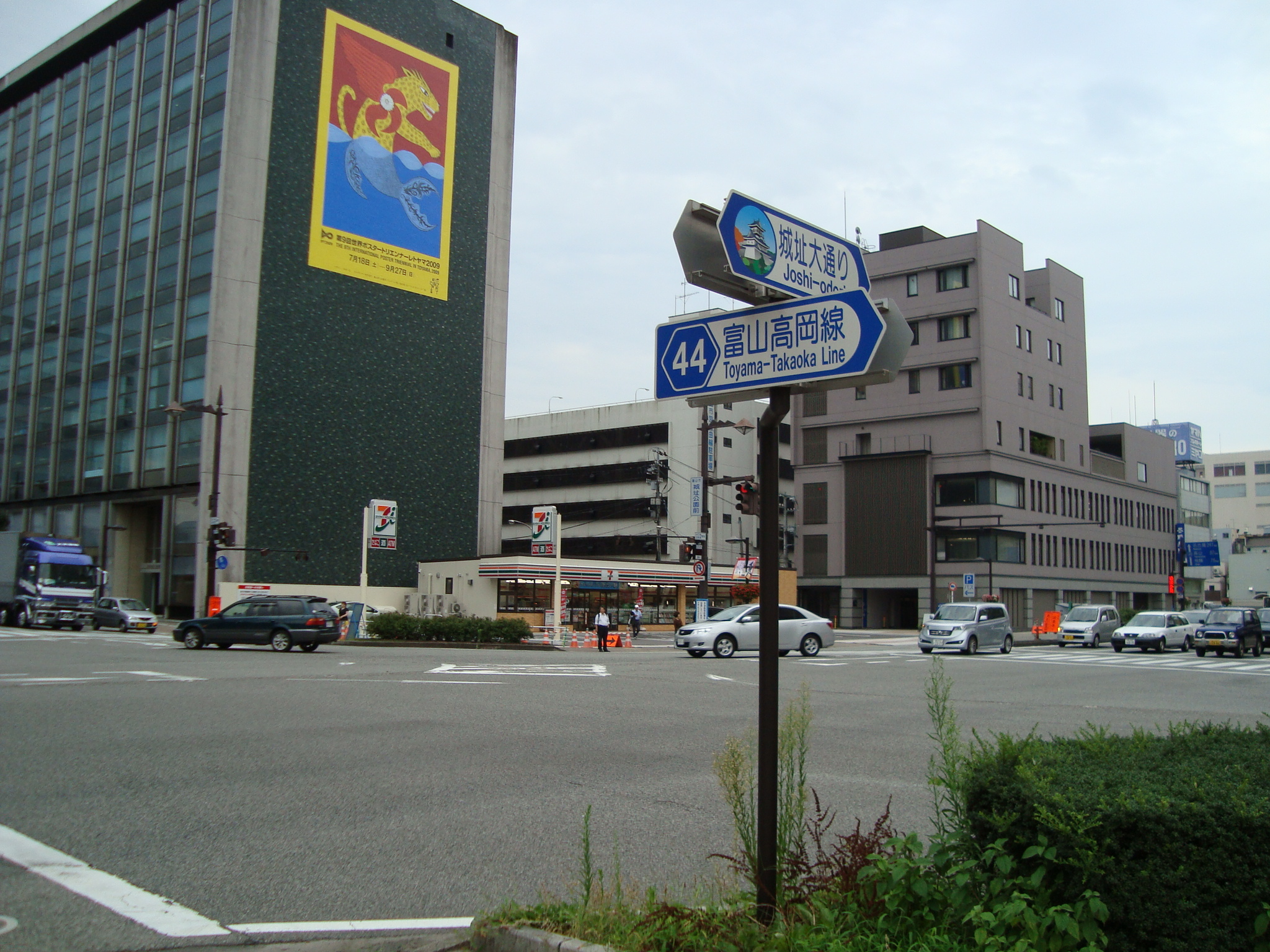
起点の城址公園前交差点

- 起点 : 富山市大手町2番[1][2]（城址公園前交差点、国道41号交点）
- 終点 : 高岡市本丸町（広小路交差点、国道156号・富山県道24号伏木港線交点）
- 路線延長 : 約19 km[3]

## 歴史
現在の富山高岡線はもともと国道8号（建設当時は国道11号）の一部として1935年に作られた道路である。旧北陸街道を改修した一部区間を除き新規路線である。富山高岡バイパス完成により、1976年（昭和51年）に旧道区間が県道に指定（両端部は国道41号、国道156号に変更）された。

### 年表
- 1932年（昭和7年）：着工[5]。
- 1934年（昭和9年）11月 ：富山 - 高岡間の国道改良工事が着手される[6]。
- 1935年（昭和10年）11月：旧富山大橋の架橋と合わせて、国道11号の路線として富山 - 庄川右岸間が開通[4][5][6]。
- 1937年（昭和12年）：高岡大橋竣工[7]。
- 1941年（昭和16年）12月：庄川右岸 - 高岡間開通[5]。これを以て富山 - 高岡間の改良工事が全線開通[8]。
- 1950年（昭和25年）：富山 - 高岡間の舗装工事に着手する[8]。
- 1952年（昭和27年）6月10日：一級国道（当時）8号に指定される。
- 1958年（昭和33年）：全線がそれまでの砂利道からアスファルト舗装に切り替えられる[5]。
- 1965年（昭和40年）4月1日：一般国道8号に指定される。
- 1976年（昭和51年）3月31日 : 富山県が主要地方道に認定[3]。
- 1993年（平成5年）5月11日 - 建設省から、県道富山高岡線が富山高岡線として主要地方道に指定される[9]。

## 路線状況
丸の内から五福地内にかけては富山地方鉄道富山軌道線の軌道が道路中央に敷設されている。
富山市城址公園前 - 丸の内区間、富山大橋の区間を除いて全線2車線。富山市西部 - 射水市東部の区間を除いてほぼ全線が市街地の中を通り、交通量は非常に多い。
国道の地位こそ譲ったものの沿線には数多くの郊外型大規模小売店舗が林立し、富山大学をはじめ各種の学校も多く富山 - 高岡間を初めとする富山県の経済活動を最も支える大動脈であり、生命線といっても過言ではないといえる。
全線にわたって県下有数の混雑箇所を数多く抱える。中でも富山市丸の内 - 茶屋町は朝夕のラッシュ時に限らず、激しい渋滞が発生、特に、五福付近の渋滞が常態化していたが、2012年3月24日に、片側2車線となった新しい富山大橋が開通してからは、周辺の渋滞は緩和している。
新しい富山大橋が開通するまでの、週末の夕方ラッシュ時の最大渋滞長としては、上り線・富山市内中心部方面行きは、丸の内を先頭に呉羽本町付近まで5キロ以上、下り線・高岡方面行きは茶屋町付近を先頭に城址公園前まで4キロ以上となっていた。
今は、週末の夕方の下り線は、茶屋町付近を先頭に富山大橋付近まで3キロほどであり、上り線に至っては、峠茶屋や五福を先頭に1キロ〜2キロほどの渋滞が発生する程度にまでなった。ただし、朝のラッシュ時の上り線は、五福付近を先頭に呉羽本町付近まで3キロほどの渋滞が発生している。
また高岡市内でも野村から中川付近が朝夕のラッシュ時に限らず混雑が目立っている。

### 重複区間
- 富山県道347号東老田白石線（富山市願海寺・願海寺交差点 - 富山短大南口交差点）
- 富山県道62号富山小杉線（富山市西二俣・老田口交差点 - 西二俣交差点）

### 道路施設

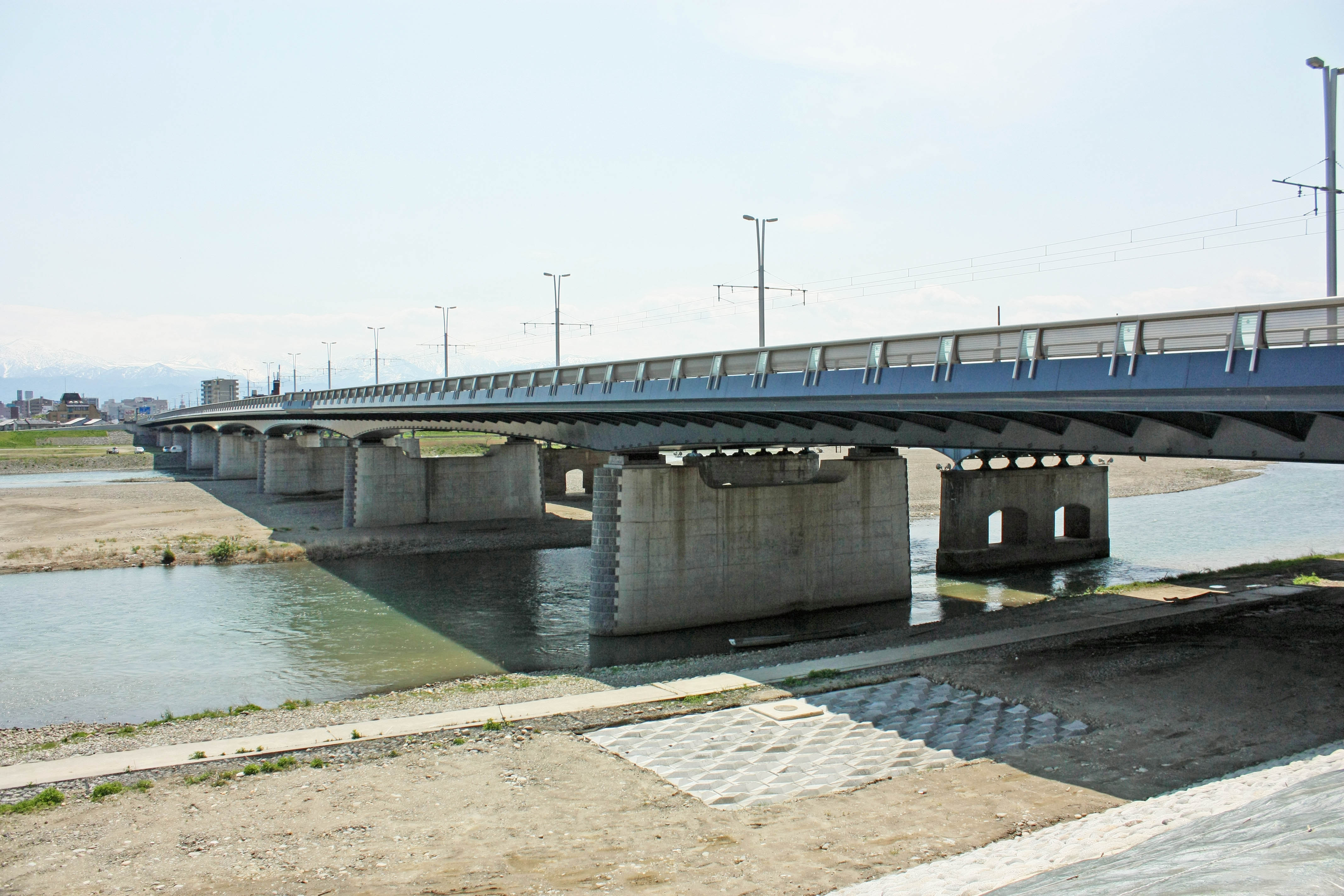
富山大橋

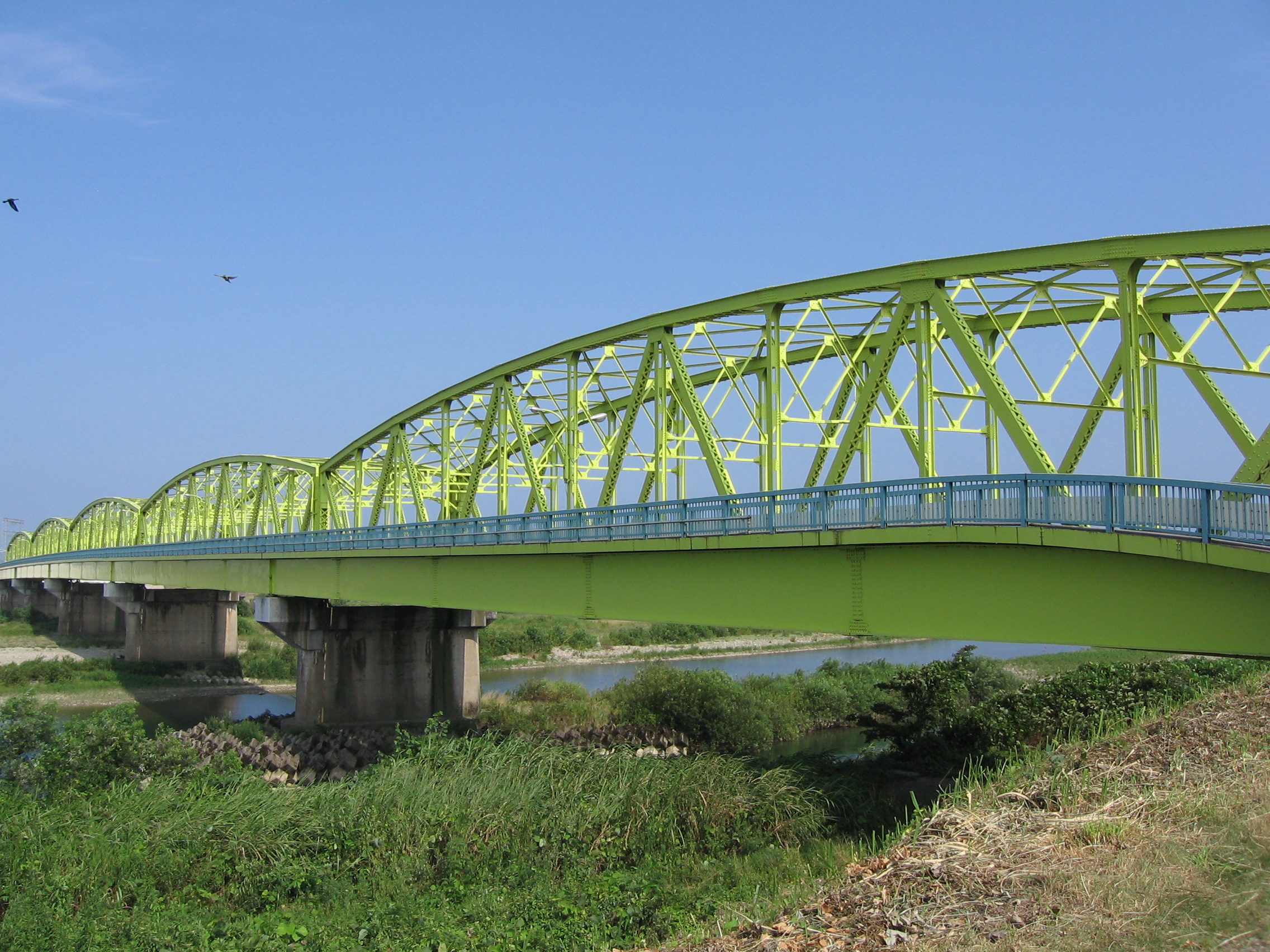
高岡大橋

- 富山大橋（神通川）
- 高岡大橋（庄川）

## 地理

### 通過する自治体
- 富山市
- 射水市
- 高岡市

### 交差する道路
富山市
- 国道41号（国道360号 重複）・城址大通り（富山市大手町・城址公園前交差点、起点）
- 富山県道208号小竹諏訪川原線（富山市丸の内・諏訪川原交差点）
- 富山県道7号富山八尾線（富山市鵯島）
- 富山県道56号富山環状線（富山市五福・五福交差点）
- 富山県道59号富山庄川線（富山市五福・五福8区交差点）
- 富山県道207号四方新中茶屋線（富山市茶屋町・峠茶屋交差点）
- 富山県道9号富山戸出小矢部線・富山県道321号中沖呉羽線（富山市茶屋町・茶屋町交差点）
- 富山県道211号吉作小竹線（富山市呉羽町・呉羽本町交差点）
- 富山県道41号新湊平岡線（富山市野町・野町交差点）
- 富山県道347号東老田白石線（富山市願海寺・願海寺交差点）
- 富山県道347号東老田白石線（富山市願海寺・富山短大南口交差点）
- 富山県道62号富山小杉線（富山市西二俣・老田口交差点）
- 富山県道62号富山小杉線（富山市西二俣・西二俣交差点）

射水市
- 富山県道31号小杉婦中線（射水市戸破）
- 富山県道349号白石西高木戸破線（射水市戸破）
- 富山県道31号小杉婦中線（射水市戸破）
- 富山県道348号太閤山戸破線（射水市戸破・中央通り一丁目交差点）
- 富山県道322号八町大門線（射水市三ケ・三ケ交差点）
- 国道472号・富山県道236号小杉大門線（射水市三ケ・本開発交差点）
- 富山県道322号八町大門線（射水市小島）
- 富山県道11号新湊庄川線（射水市大島北野・北野交差点）

高岡市
- 富山県道243号能町枇杷首線（高岡市三女子・三女子交差点）
- 富山県道57号高岡環状線（高岡市野村・野村交差点）
- 富山県道247号中川南町線（高岡市中川本町・中川交差点）
- 国道156号・富山県道24号伏木港線（高岡市本丸町・広小路交差点、終点）